# Gare de Aïn Bouziane
Pour les articles homonymes, voir Bouziane.
La gare de Aïn Bouziane est une gare ferroviaire algérienne située sur le territoire de la commune d'Aïn Bouziane, dans la wilaya de Skikda.

## Situation ferroviaire
La gare est située à l'ouest de la ville de Aïn Bouziane, sur la ligne d'Alger à Skikda où elle est précédée de la gare de Zighoud Youcef et suivie de celle d'El Harrouch.

## Histoire
Lors de la colonisation, la gare portait le nom de gare du Col-des-Oliviers.

## Service des voyageurs

### Desserte
La gare de Aïn Bouziane est desservie par les trains régionaux des liaisons :
- Constantine - Jijel[1] ;
- Constantine - Skikda[2].